# تشارلي جونسون (لاعب كرة قدم أمريكية أمريكي)
تشارلي جونسون (بالإنجليزية: Charlie Johnson)‏ هو لاعب كرة قدم أمريكية أمريكي، ولد في 17 يناير 1952 في ويست كولومبيا في الولايات المتحدة.

## وصلات خارجية
- تشارلي جونسون على موقع مرجع كرة القدم المحترفة.كوم (الإنجليزية)